# رسانه‌ها احساس ندارند
«رسانه‌ها احساس ندارند» (انگلیسی: Medium Cool) یک فیلم درام مستند به کارگردانی هسکل وکسلر است که در سال ۱۹۶۹ منتشر شد. از بازیگران آن می‌توان به رابرت فورستر، ورنا بلوم، پیتر بنرز و ماریانا هیل اشاره کرد.